# Gli eroi della domenica
Gli eroi della domenica é um filme italiano de 1953, do gênero drama, dirigido por Mario Camerini.

## Elenco
- Raf Vallone.... Gino Bardi
- Cosetta Greco.... Mara
- Marcello Mastroianni.... Carlo Vagnetti
- Paolo Stoppa.... Piero
- Franco Interlenghi.... Marini
- Enrico Viarisio.... rádio comentarista
- Cesare Fantoni
- Marisa Merlini.... mulher do rádio comentarista
- Guglielmo Barnabò.... presidente
- Sandro Ruffini.... doutor
- Ada Dondini.... Zia Carolina
- Galeazzo Benti.... Il corteggiatore
- Gianni Cavalieri.... irmão de Piero
- Erno Crisa.... Stefan
- Guido Martufi.... 'Lenticchia'